# Jan Cholewa

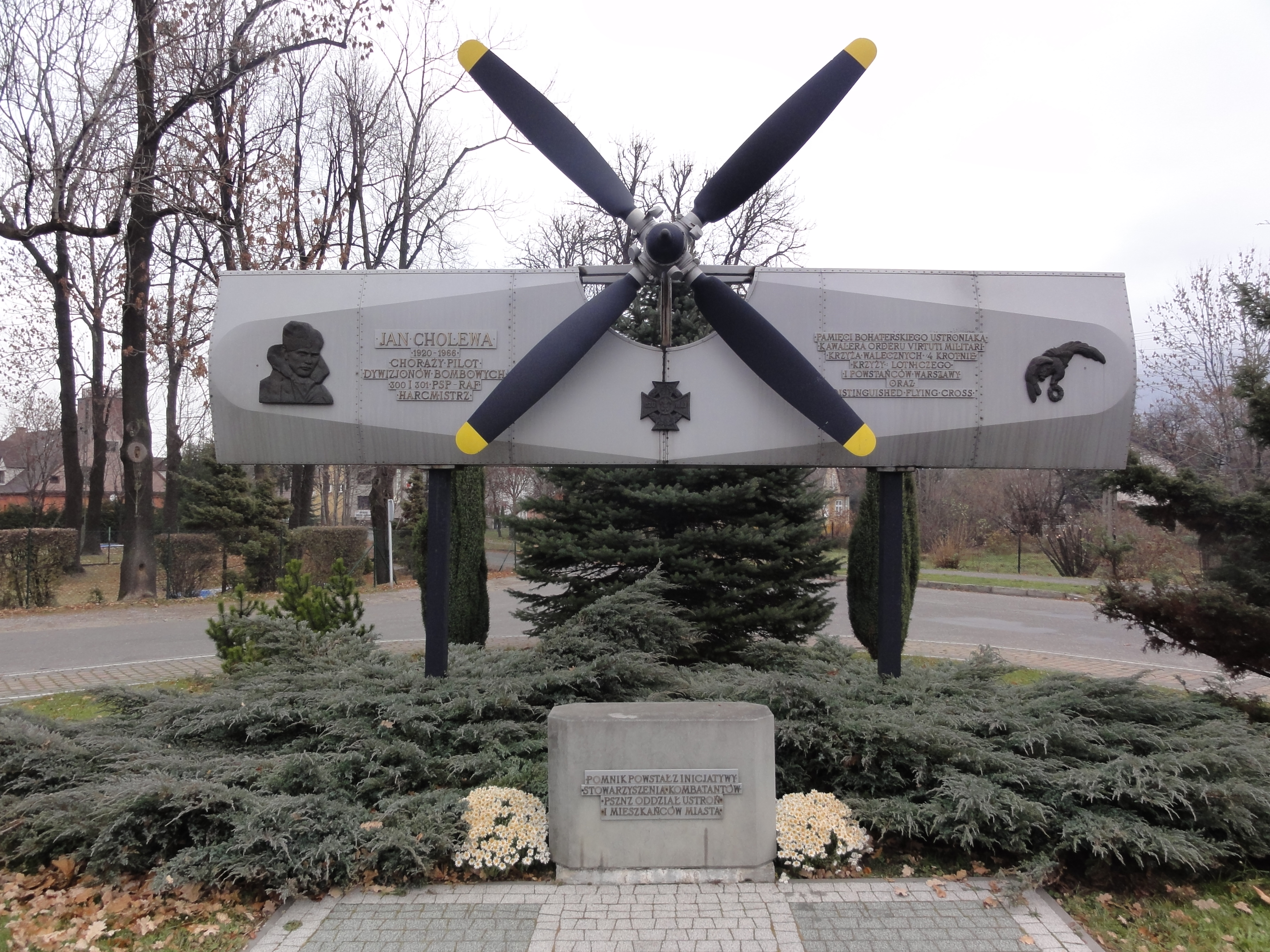
Pomnik Jana Cholewy w Ustroniu

Jan Cholewa (ur. 7 grudnia 1920 w Ustroniu, zm. 1 października 1966) – chorąży pilot Wojska Polskiego, harcerz.

## Życiorys
Pochodził z rodziny robotniczej. Od 12. roku życia był harcerzem. W wieku 15 lat rozpoczął pracę jako ślusarz w ustrońskiej fabryce „Kuźnia”, ale pasja, jaką było dla niego lotnictwo, skłoniła go do podjęcia kształcenia w tym zakresie: najpierw w Śląskiej Szkole Szybowcowej, a następnie w bielskiej Szkole Pilotów Ligi Obrony Powietrznej i Przeciwgazowej.
W kampanii wrześniowej 1939 zgłosił się na ochotnika do 3 pułku strzelców podhalańskich. Został przydzielony do ochrony lotniska Aleksandrowice. Wraz z personelem lotniska dotarł do Kielc, a następnie przez Zamość do granicy polsko-rumuńskiej, którą przekroczył 17 września. W Rumunii uniknął internowania i przez Bukareszt trafił nad Morze Czarne. Stamtąd ewakuował się na Maltę. Następnie dołączył do polskich oddziałów wojskowych we Francji. Po jej upadku, wraz z innymi polskimi żołnierzami został ewakuowany do Anglii. Przebywając tam od 22 czerwca 1940 r., odbywał szkolenie pilotażu wojskowego w brytyjskich ośrodkach RAF, w Blackpool. Od początku 1941 roku rozpoczął intensywny etap szkoleń, zakończony egzaminami. Otrzymał 100 punktów z rozróżniania sylwetek samolotów z całego świata (około 120), egzamin z pracy nawigatora zdał na 86 punktów i gładko zaliczył test z posługiwania się alfabetem Morse'a (uzyskał wynik 50 uderzeń na minutę). Po ukończeniu szkolenia przebywał w Londynie, gdzie mógł przyglądać się nalotom na miasto. 9 sierpnia 1941 roku zameldował się w Hucknall, w szkole podstawowego pilotażu, natomiast już następnego dnia odbył pierwszy lot z instruktorem samolotem Tiger Moth. Był to również jego pierwszy lot od wybuchu II wojny światowej. Od tego momentu, jeśli tylko warunki meteorologiczne na to pozwalały, codziennie odbywał loty trwające około 2 godziny. Cholewa pragnął latać samolotami myśliwskimi, jednakże z powodu dużego zapotrzebowania na pilotów bombowców, został skierowany do pełnienia służby na ciężkich samolotach. Wiosną 1942 roku zdał wszystkie egzaminy celująco i tym samym ukończył szkołę wyższego pilotażu, otrzymując stopień sierżanta-pilota. Mając 22 lata osiągnął to, o czym marzył od dzieciństwa. 1 grudnia 1942 r. został przydzielony do polskiego 300 dywizjonu bombowego „Ziemi Mazowieckiej”.
Bombowce 300 dywizjonu bombowego atakowały fabryki broni i amunicji, mosty na Renie, stalownie i huty, zapory wodne, ważne węzły kolejowe, składnice, rafinerie, porty morskie i rzeczne, bazy Krigsnaribe U-bootów w Lorient, Saint Na-zaire, Boulogne. Od maja 1942 roku Dywizjon Bombowy nr 300 oprócz zasadniczych zadań skoncentrowanych na niszczeniu ośrodków przemysłu wojennego III Rzeszy, minował również wejścia do portów wojennych nieprzyjaciela. Niemiecka artyleria nie pozostawała dłużna - postrzelone bombowce, na resztkach paliwa, rozproszone, wracały do Anglii i lądowały na pierwszych napotkanych lotniskach. Mechanicy liczyli później otwory po pociskach w kadłubach i skrzydłach.
Sierż. pilot Jan Cholewa był najmniejszym pilotem w lotnictwie bombowym RAF-u, jednak już po kilku wyprawach bombowych dał się poznać jako odważny i znakomicie wyszkolony lotnik. To wówczas nadano mu przydomek „Mały Janek”. Latał prawdopodobnie więcej niż inni piloci, po sześciu miesiącach załoga Cholewy była już znana w całej bazie. W tym czasie zaliczyli kilkanaście wypraw bombowych do zagłębia Ruhry. Załodze Janka wciąż się udawało, inni lotnicy ginęli, jednak oni za każdym razem powracali do bazy. Po każdym udanym locie chłopcy z załogi brali swojego „Małego” na ramiona.
Pewnego dnia, po wykonaniu zadania nad Lorient, samolot Wellington, którego pilotował Cholewa, został ostrzelany silnym ogniem artylerii przybrzeżnej - pociski podziurawiły skrzydła i stery. „Mały” nie tracił jednak głowy. Nie pozwolił opuścić uszkodzonej maszyny. Wierzył, że doleci do bazy, nawet w momencie, kiedy na kursie pojawił się niemiecki Junkers, nie wpadł w panikę i do końca zachował zimną krew. Przytomnie zmienił kurs samolotu, a strzelcy pokładowi posłali w stronę intruza kilka serii z karabinów maszynowych, co spowodowało wycofanie się Niemca. Samolot, po tej akcji, nadawał się jedynie do kasacji, jednak załoga przeżyła. Następnego dnia otrzymali nowego Wellingtona i polecieli na kolejną akcję – minowanie Wysp Fryzyjskich.
Po odbyciu pełnej kolejki lotów bojowych (w sumie odbył 31 lotów bojowych głównie nad Francją i Niemcami), został oddelegowany na przeszkolenie dla strzelców pokładowych. Wkrótce po zakończeniu szkolenia, na początku 1944 r. zgłosił się do odbycia drugiej kolejki lotów w 1586 eskadrze do zadań specjalnych, która wykonywała m.in. loty bojowe nad Polską w celu dostarczenia uzbrojenia oddziałom AK. Tam po raz pierwszy zasiadł za sterami Halifaksa. Drugą kolejkę lotów zakończył misją nad terytorium Jugosławii w dniu 26 lipca 1944. W sumie, ramach drugiej tury lotów, za sterami Halifaksa odbył 43 loty bojowe. Pomimo zakończonej oficjalnie drugiej tury lotów, zdecydował się, wraz z większą częścią swojej załogi, na pozostanie w eskadrze. Po wybuchu powstania warszawskiego wykonywał loty nad Warszawę, m.in. jako jeden z pierwszych odbył taki lot w nocy z 3 i 4 sierpnia 1944 r. W sumie odbył aż 9 lotów do Warszawy. Od września 1944 r. sterował ciężkim amerykańskim bombowcem B-24 Liberator, a później również transportowym Warwickiem. W ramach trzeciej tury lotów, zakończonej 18 lutego 1945 r., odbył w sumie 36 misji bojowych – w tym więcej niż połowa z nich nad terytorium Polski.
W czasie wszystkich 110 misji bojowych, Jan Cholewa spędził w sumie około 1160 godzin w powietrzu, co jest przykładem męstwa i poświęcenia w historii lotnictwa wojskowego, zwłaszcza, że brał udział w misjach najtrudniejszych.
Od chwili powrotu do kraju, tj. od 12 lipca 1947 r. był stale w mniejszym lub większym stopniu represjonowany przez komunistyczną bezpiekę. Osiadł w rodzinnym Ustroniu, gdzie pracę mógł dostać jedynie w tamtejszej fabryce „Kuźnia” – pracował tam jako kierownik świetlicy. Dopiero po odwilży październikowej 1956 powierzono mu nieco poważniejsze stanowisko. Po wojnie działał również społecznie – organizował harcerstwo w Ustroniu, jak również działał w bielskim Aeroklubie. Zmarł na atak serca 1 października 1966 r.
Od 8 listopada 1997 r. w Ustroniu stoi pomnik upamiętniający Jana Cholewę. Jego imieniem nazwano również jedną z tamtejszych ulic.

## Ordery i odznaczenia
- Krzyż Srebrny Orderu Wojennego Virtuti Militari
- Krzyż Walecznych – czterokrotnie
- Warszawski Krzyż Powstańczy
- Distinguished Flying Cross